# Johannes Schaaf
Johannes Schaaf (Stoccarda, 7 aprile 1933 – Murnau am Staffelsee, 1º novembre 2019) è stato un regista, sceneggiatore e attore tedesco.

## Biografia
Vinse il Lola al miglior film nel 1968 con Il tatuaggio e nel 1971 con Trotta. Nel 1986 diresse Momo, film basato sull'omonimo romanzo di Michael Ende.
Si sposò con la cantante lirica Stella Kleindienst, che morì nel gennaio 2019, dieci mesi prima di lui.

## Filmografia parziale

### Regista
- Ein ungebetener Gast - film TV (1963)
- Nur keine Blumen - film TV (1964)
- Hotel Iphigenie - film TV (1964)
- Im Schatten einer Großstadt - film TV (1965)
- Die Gegenprobe - film TV (1965)
- Große Liebe - film TV (1966)
- Der Mann aus dem Bootshaus - film TV (1967)
- Il tatuaggio (Tätowierung, 1967)
- Lebeck - film TV (1968)
- Trotta (1971)
- Traumstadt (1973)
- Der Kommissar - serie TV, 1 episodio (Der Alte, 1975)
- Leonce und Lena - film TV (1975)
- Il commissario Köster - serie TV, 2 episodi (1977-1978)
- Momo (1986)